# Semiothisa tracta
Semiothisa tracta är en fjärilsart som beskrevs av Walker 1861. Semiothisa tracta ingår i släktet Semiothisa och familjen mätare. Inga underarter finns listade i Catalogue of Life.